# Liste der Landeswasserstraßen in der Freien Hansestadt Bremen
Nachfolgende Liste der Landeswasserstraßen nennt alle Wasserstraßen, deren Last die Freie Hansestadt Bremen zu tragen hat. Grundlage ist das Landeswassergesetz.
Ergänzend gelten:
- Bremisches Hafenbetriebsgesetz[2]
- Bremische Hafenordnung[3]
- Bremerhavener Hafenordnung (HafOBrhv)[4]

## Strecken
| Wasserstraße             | von                                                                            | bis                                 | Beschränkungen |
| ------------------------ | ------------------------------------------------------------------------------ | ----------------------------------- | -------------- |
| Kleine Wümme             |                                                                                |                                     |                |
| Torfkanal                |                                                                                |                                     |                |
| Semkenfahrt              | Kleine Wümme                                                                   | Unterführung Blocklander Hemmstraße |                |
| Waller Fleet             |                                                                                |                                     |                |
| Gröpelinger Fleet        | 100 m südlich der Einmündung des Twerfleetes (Grenze des Wochenendhausgebiets) | Kleine Wümme                        |                |
| Gröpelinger Wettern      |                                                                                |                                     |                |
| Maschinenfleet           | Kleine Wümme                                                                   | Gröpelinger Wettern                 |                |
| Grollander Ochtum        |                                                                                |                                     |                |
| Verbindungsgraben Kuhlen |                                                                                |                                     |                |
| Kuhgraben                |                                                                                |                                     | nur Anlieger   |
| Hafengruppe Bremerhaven  |                                                                                |                                     |                |
| Hafengruppe Bremen-Stadt |                                                                                |                                     |                |
| Alter Hafen              |                                                                                |                                     |                |
| Neuer Hafen              |                                                                                |                                     |                |